# Sharks Football Club
Pour les articles homonymes, voir Sharks (homonymie).
Maillots
Le Sharks Football Club est un club nigérian de football basé à Port Harcourt. Il disparaît en février 2016, à la suite de la fusion avec l'autre équipe de la ville, Dolphin FC pour donner naissance au club de Rivers United.

## Palmarès
- Coupe du Nigeria :
  - Finaliste : 1979, 2003, et 2009.

- Coupe de l'UFOA (1) :
  - Vainqueur : 2010.
  - Finaliste : 1980.